# Děti červeného krále
Děti červeného krále je série knih Jenny Nimmové o chlapci Charliem Hnátovi s neobyčejnými schopnostmi.

## Díly
- Charlie a tajuplná truhlička
- Charlie a kouzelný kuličas
- Charlie a modrý hroznýš
- Charlie a zrcadlový hrad
- Charlie a ukrytý král

### Připravované
- Charlie a osamělý vlk
- Charlie a stíny Badlocku
- Charlie a Rudý rytíř

## Děj
Charlie Hnát se díky svým zlým pratetám dostává do Bludovy akademie, školy pro děti hudebně, dramaticky nebo výtvarně nadané. Tam poznává spoustu nových přátel, mezi nimi i Fidelia Flintu, který s ním chodí do hudebního oddělení. Charlie sice není výtvarně, dramaticky, ani nijak zvlášť hudebně nadaný, ale je obdařený. Je totiž, spolu s 10 nově poznanými dětmi, potomkem Červeného krále. Potomci Červeného jsou obdařeni zvláštní kouzelnou mocí. Jenomže ne všechny obdařené děti slouží silám dobra.
Zlé obdařené děti:
1. Manfred Blud (Hypnotizér, ve svých 9 letech zhypnotizuje Charliemu tatínka, v díle Ukrytý král je nově obdařen. Dokáže přivolat oheň.)
2. Asa Štikoun (Po setmění se mění ve vlkodlaka, v díle Ukrytý král později stojí na straně dobra.)
3. Dorcas Děsivá (Dorcas objevila svou schopnost až ve 4. díle, dokáže očarovat kusy oděvu.)
4. Idit a Inez Brankovy (Telekinetičky.)
5. Jošua Tlapín (Jošua je magnetický, jeho původ je do dílu Ukrytý král záhadou.)
6. Zelda Dobinská (Telekinetička, vzdáleně příbuzná s dvojčaty Brankovy.)
Hodné obdařené děti:
1. Billy Krkavec (v dílech Tajuplná truhlička a Kouzelný kuličas stál na straně zla. Billy rozumí řeči zvířat.)
2. Lysandr Mudrc (Lysandr dokáže přivolat duchy svých předků.)
3. Tankred Torsson (V díle Zrcadlový hrad ho Jošua díky svému magnetismu na chvíli dostal na stranu zla. Tankred dokáže přivolat déšť, vichr, hromy, blesky a dokonce i sníh.)
4. Gabriel Hedváb (Když si Gabriel vezme nějaký kus oblečení, vidí, co se stalo lidem vlastnícím daný oděv.)
5. Ema Cinková (Dokáže na sebe vzít podobu ptáků a létat.)
6. Charlie Hnát (Slyší hlasy lidí na fotografiích a na obrazech. Za jistých okolností se s nimi dokáže setkat.)
7. Olivie Závratná (Svoji schopnost objevila až v díle Zrcadlový hrad. Olivie dokáže vytvořit iluze.)
8. Naren Bludová (Za svitu měsíce dokáže vysílat stínoslova.)
9. Una Hrozitánová (Una se dokáže zneviditelnit.)
10. Bindi (Nadaná dívka. Nikdo neví jak. Ze školy odešla. Nejspíš byla na straně dobra)
Charlie se snaží pomáhat ostatním často na úkor sebe sama. Nemá to lehké, zvláště když ho pronásleduje proradný pan Ezeichel, který očaroval Charlieho otce Lyella. Vždy ale při Charlie stojí jeho strýček Paton, knihovnice Julie Tingltanglová, kuchařka Klenotka, soused Benjamín se psem Zimolezem a Charlieho kamarádi z Bludovy akademie. Charlie se usilovně snaží najít svého tatínka a přitom se pokaždé připlete do nějaké záhady, které se potom s přáteli snaží přijít na kloub. V díle Ukrytý král Charlie tatínka najde, coby pana Poutníka, učitele hry na klavír v Bludově akademii. Charlie je potomek Červeného krále, ale i potomek nejvěrnějšího přítele červeného krále, Mathonwa. Po něm zdědil hůlku (Charlie je totiž také kouzelník) Claerwen-Sněhurka.

## Postavy

### Postavy
- Amy Hnátová (nar. 1967) – Charlieho matka. Prodavačka.

- Mišpulka Jonesová (nar. 1935) – Vdova. Matka Amy Hnátové.

- Griselda Hnátová (nar. 1937) – Charlieho babička ze strany Tisovců.

- Lukrécie Tisovcová (nar. 1942) – Vychovatelka. Jedna ze sester Griseldy.

- Eustácie Tisovcová (nar. 1947) – Jasnovidka. Prostřední z Griseldiných sester

- Venecie Tisovcová (nar. 1952) – Návrhářka kouzelných oděvů. Nejmladší Charleiho pratetička

- Paton Tisovec (nar. 1957) – Rozjasňovač a zesilovač. Charlieho strýček Paton je na rozdíl od svých sester hodný.

- Harold Blud (nar. 1955) – ředitel Bludovy akademie, otec Manfreda Bluda

- Dorotea de Vere (nar. 1957) – houslistka, manželka Harolda
- Henry Tisovec-Vjedenácti letech zmizel,v díle kouzelný kuličas mu Charlie pomáhal vrátit se domů
- Benjamín Brown-Charlieho kamarád

- Orvil Hrozitán – společně se svou manželkou vlastní kavárnu U Mazlíčka.

- Manfred – hypnotizér , syn Ezechiela
- Kuchařka-megnetovec, udržuje rovnováhu
- Plameny-střelec,Lev a Vodnář- (leopardi) kocouři červeného krále kteří pomáhají hodným obdařeným dětem

## Charlie
Charlie je chlapec žijící ve Filbertově ulici 9 na předměstí Londýna. Bydlí se svými babičkami Griseldou a Mišpulkou, maminkou Amy a strýčkem Patonem. Často k nim chodí Charlieho zlé pratety Tisovcovi, které si vždy myslely že Charlie bude mít zvláštní nadání. Charlie je velšského původu po Jonesových. Má nepoddajné černé vlasy, modré oči a zvláštní nadání. Je dvojníkem Henryho Tisovce – svého praprastrýčka.

## Místa
- Bludova Akademie – Škola
- Filbertova ulice 9 – Charlieho domov
- Filbertova ulice 12 – Benjaminův domov
- Křivolaký kout 13 – Domov Charlieho pratet
- Knihkupectví Tingtanglová – Domov Emy a místo kde shání informace
- Kavárna U Mazlíčka – Bezpečný úkryt, přebývají tam leopardi Střelec, Vodnář a Lev
- Zřícenina – Bývalý hrad, domov vlkodlaků
- Výšiny – Domov Charlieho kamarádů Gabriela, Tankreda a Lysandra
- Dračí ulice – Místo, kde bydlí paní Alice Andělové a domov Olivie a její maminky
- Katedrála – Místo, kde zmizel Charlieho otec Lyell Hnát
- U Flintů – Úkryt cenností, domov Fidelia
- Království – velké obchodní centrum
- Divočina – Místo, kam utekla všechna zvířata, když se vrátil stín. Domov Naren a jejích adoptivních rodičů
- Přístěnek v kuchyni – Kuchařčin tajný pokoj, ví o něm jen ona, Charlie, Billy a Gabirel

## Bludova Akademie
Bludova Akademie je hlavní místo příběhu. Je to velká šedivá budova . Je hrozně stará. Jsou v ní tři šatny, tři dvorany a tři jídelny.Škola je rozdělená na tři koleje. Do školy chodí také Charlie který je nadaný zvláštním nadáním. Ředitelem je Harold Blud pravnuk zakladatele školy Gioldeona Bluda.

### Koleje
- Dramatická kolej (divadelní) je pro žáky s divadelním nadáním
- obdaření žáci:
  - Zelda Dobinská
  - Olivie Závratná
  - Manfred Blud
  - Asa Štikoun
- Hudební kolej je pro žáky hudebně založené
- obdaření žáci:
  - Charlie Hnát
  - Gabriel Hedváb
  - Billy Krkavec

Výtvarná kolej je snad největší ze všech kolejí, kam chodí žáci, kteří nemají žádné z předchozích nadání ale umí výborně kreslit
- obdaření žáci
  - Ema Cinková
  - Jošua Tlapín
  - Dorcas Děsivá
  - Tankred Torsson
  - Lysandr Mudrc

### Ředitelé
Ředitelem je sice oficiálně Harold Blud ale školu vede pan Ezeichel Blud.
| Ředitelé Bludovy akademie | Ředitelé Bludovy akademie | Ředitelé Bludovy akademie |
| ------------------------- | ------------------------- | ------------------------- |
| Předchůdce: Ezeichel Blud | Harold Blud               | Nástupce: Artur Solivar   |

Harold Blud
Harold je jediným synem Bartoloměje Bluda a Mary Osudné. Spolu se svou manželkou Doroteou má syna Manfreda. Svou ženu na povel Ezeichela roky týral a spolu s Manfredem jí zničili život zlým kouzlem. Harold není nijak zvlášť nadaný.

### Zaměstnanci
- Učitelka hry na strunové nástroje
  - Slečna Krystal
- Kuchařky
  - Klenotka
  - Madame Plevelová
  - kuchařčiny pomocné
- Učitel Dějepisu
  - pan Papež
- Učitel hry na klavír
  - pan Poutník
- Učitel hry na trubku
  - Pudil Vichr
- Vedoucí malířské koleje
  - Samuel Jiskrný (v 1. – 3. díle vystupuje pod falešným jménem jako „pan Borcova”)
  - Tantalos Eben
- Vedoucí hudební koleje
  - Dr. Solivar
- Vedoucí dramatické koleje
  - Manfred Blud
- a další.

### Místa ve škole
Královská komnata
Místnost, kde obdařené děti píšou své úkoly apod.
Zřícenina
Pozůstatek starodávného hradu červeného krále. Byl zničen v době kralování Borlatha afrického prince a nejkrutějšího syna červeného krále. V útrobách hradu bylo nalezeno srdce královny Bereniky, manželky červeného krále a dcery rytíře Toleda ze Španělska. V noci není radno se okolo hradu zdržovat, neboť se tam potulují vlkodlaci.

## Jiné názvy
- Charlie Bone
- Charlie
- Charlie a tajuplná truhlička
- Charlie a Kouzelný kuličas
- Charlie a modrý hroznýš
- Jenny Nimmová

## Podobné knihy
- Harry Potter
- Zloděj Blesku
- Septimus Heap